# Замок Дорнох
Замок Дорнох (англ. Dornoch Castle) — шотландский замок, находится напротив Дорнохского собора в городе Дорнох в историческом графстве Сатерленд, Шотландия. Замок является памятником архитектуры категории B. 
Замок Дорнох был построен приблизительно в 1500 году как резиденция епископов Кейтнесса. Епископ Роберт Стюарт подарил замок Джону Гордону, 11-му графу Сазерленду в 1557 году. В 1570 году замок был подожжён во время междоусобицы между кланом Маккей и кланом Мюррей. Последовавшая перестройка включала добавление верхней части башни. Замок пришёл в упадок в XVIII веке, но был восстановлен в 1813—1814 годах и использовался как школа и тюрьма. В 1859—1860после обширной реконструкции Уильяма Фаулера в здание разместился суд и штаб-квартира шерифа Сатерленда.
Дальнейшие работы были проведены около 1880 года, в том числе усилена юго-западная часть здания и добавлена трёхэтажная восточная башня. После реставрации замок стал охотничьим домиком для приезжих спортсменов. В 1922 году здание перешло в частные руки, а в 1947 году в нём был устроен отель. В Dornoch Castle Hotel 24 номера, включая люксы и номера с выходом в сад, которые были добавлены в 1970-х годах. Кроме того, есть несколько персонализированных залов и ресторан. Считается, что в замке обитал призрак Эндрю Маккорниша, повешенного за кражу овец.